# Charles Sauriol
Pour les articles homonymes, voir Sauriol.
Charles Joseph Sauriol (3 mai 1904 - 16 décembre 1995) était un naturaliste canadien responsable de la préservation de nombreux habitats naturels en Ontario et au Canada.

## Les débuts
Charles Sauriol est né à Toronto, Ontario. Il était le plus jeune de sept enfants. Son père s'était établi à Toronto en 1882 pour participer à un projet qui consistait à redresser la partie inférieure de la Rivière Don. Charles était canadien de la 8e génération. Un de ses ancêtres avait émigré de la Nouvelle-France, plus précisément de la Bretagne en 1705.
Durant son enfance et son adolescence, il a fait du camping dans la Don Valley avec la 45e troupe des scouts de l'Est de Toronto. À cette époque, la Don Valley était constituée en majeure partie de boisés et de terres agricoles qui restaient à l'état naturel. Ce fut pendant ces périples qu'il tomba amoureux de la nature et spécialement de la Don Valley. Cela a inspiré son engagement à aider à protéger la Don Valley pour les générations à venir.
M. Sauriol était parfaitement bilingue. Il a travaillé pendant 30 ans comme directeur de la publicité pour des compagnies d'édition de langue française comme Poirier Bessette et Le Samedi. Il a épousé Simonne Ménard et ils ont élevé quatre enfants : trois filles, Denise, Monique et Marcelle et un garçon, Claude.

## Activités de conservation
En 1949, il a cofondé la Don Valley Conservation Association (DVCA) dont la mission était de préserver la Don Valley comme région boisée. Sauriol a été rédacteur en chef et éditeur du bulletin de la DVCA appelé The Cardinal de 1951 à 1956. Sauriol a organisé des voyages en locomotive à vapeur pour la DVCA. Ce train s'appelait The Conservation Special et les voyages ont contribué à recueillir des fonds pour l'association entre 1951 et 1961. Les départs avaient lieu à la gare Don River située près de la rue Queen dans la Don Valley. Ces excusions pouvaient attirer plus de 1 000 personnes et les destinations étaient Cobourg, Lindsay, et Niagara Falls.
En 1954, il s'est joint à la Don Valley Conservation Authority (dont le nom a changé pour la Metro Toronto and Region Conservation Authority en 1957). Pendant les années 1950, la MTRCA a été responsable de l'acquisition de la majeure partie des vallées et des ravins de la région de Toronto. Cela a été une conséquence directe des dommages causés par l'ouragan Hazel, un ouragan qui a dévasté la région de Toronto en 1954.
En 1966, il a aidé à établir l'organisme Conservation de la nature Canada. Il a œuvré comme directeur administratif et a aidé CNC à acquérir des aires naturelles. En 1971, il a quitté la MTRCA afin de travailler pour CNC. En 1982, il est devenu directeur exécutif jusqu'à sa retraite en 1987. Au cours de ces années à CNC, il a été responsable de collectes de fonds et de l'acquisition d'aires naturelles partout au Canada. Il a aidé à acquérir 500 propriétés en Ontario seulement.
Après qu'il a pris sa retraite de CNC, il a cofondé un autre organisme appelé Trees for Today and Tomorrow qui consistait à planter des arbres pour restaurer des régions en dégradation. Il a continué à travailler comme consultant, apportant son expertise d'acquisition de terrains aux autorités de conservation partout en Ontario.
[edit]

## Sauriol et la Don Valley

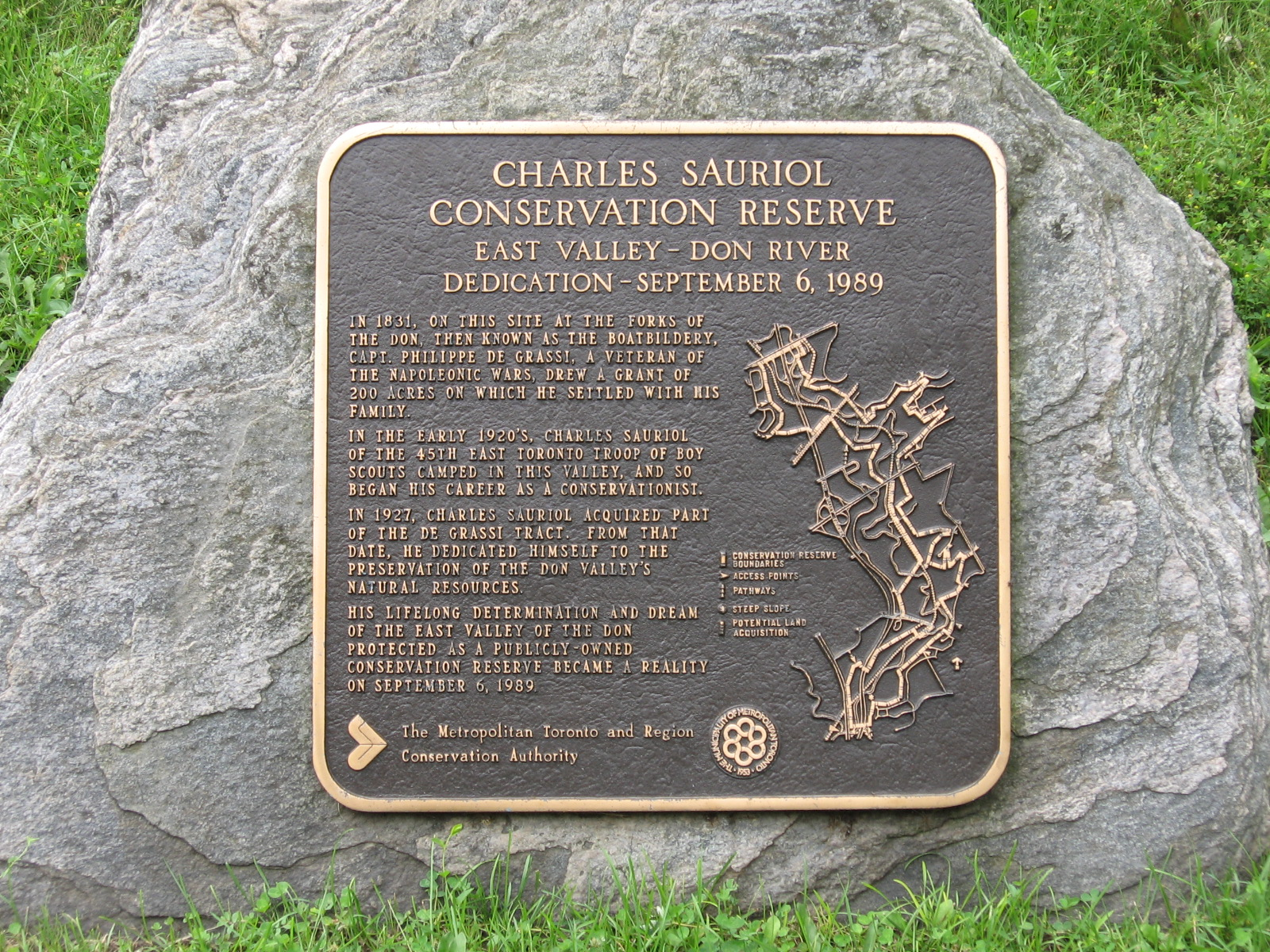
Plaque commémorant la création de la Charles Sauriol Conservation Reserve

En 1927, il a acheté une propriété sur un terrain de 40 hectares à la fourche du Don River. Il s'en est servi comme chalet et chaque année, il y a passé les mois d'été avec sa famille. Une partie du terrain a été expropriée en 1961 afin de construire le Don Valley Parkway. En 1968, la MTRCA a exproprié le reste de son terrain dans le cadre d'un programme plus vaste qui consistait à acquérir la plupart des terrains privés de la Don Valley.
Bien que son travail de conservation l'a amené à travailler fréquemment à l'extérieur de Toronto, il est resté très attaché à la Don Valley. Il passait la majeure partie de ses weekends à faire des randonnées le long des sentiers de la vallée. Il visitait souvent sa propriété qu'il utilisait comme retraite pendant l'hiver pour écrire son journal ou pour écrire des articles pour The Cardinal. Il a écrit quatre livres sur l'histoire de la Don Valley. L'un de ses livres, « Remembering the Don », est en réalité une collection d'articles parus dans The Cardinal.
En 1989, en reconnaissance de son travail de conservation, et particulièrement de son engagement envers la Don Valley, une section de la vallée située le long du bras est de la Don River à partir de la fourche jusqu'à l'avenue Lawrence East a été nommée la Charles Sauriol Conservation Reserve.
En 1991, il a aidé à fonder la Todmorden Mills Wildflower Preserve qui continue à préserver une petite aire boisée dans la partie inférieure de la Don Valley.

## Accolades et patrimoine
Son œuvre pour la conservation de la nature a été largement reconnue. Il a été surnommé M. Conservation et a reçu l'ordre du Canada le 12 avril 1989. Il a mérité 40 autres prix et citations dont le prix de la conservation du Gouverneur général du Canada en 1980 et le prix du Patrimoine de Parcs Canada en 1991.
En plus d'être un expert de la nature, M. Sauriol était très doué pour recueillir des fonds.  Au cours de sa carrière, il a dirigé des campagnes de levée de fonds de plus de 20 millions de dollars afin de préserver des aires naturelles. Les Canadiens profiteront de son héritage d'aires naturelles pendant encore bien des générations.
En plus de la Charles Sauriol Conservation Reserve, quatre autres aires naturelles portent son nom : l'aire de conservation Charles Sauriol sur la Credit River, l'aire d'études sur la biologie John M. Cape/Charles Sauriol au site du lac Opinicon de l'université Queen's, le parc Charles Sauriol  dans l'ancien bourg de East York, et la forêt carolinienne Charles Sauriol dans la région de Haldimand—Norfolk. Depuis 1995, la MTRCA et le Oak Ridges Moraine Land Trust sont les hôtes du Charles Sauriol Environmental Dinner, un événement annuel de collecte de fonds. En 2013, le Conseil scolaire Viamonde a nommé une école en son honneur.
Charles Sauriol est décédé de causes naturelles en 1995 à l'âge de 91 ans.

## Liens
- Voir site charlessauriol.ca (en anglais)